# San Carlos F.C.
El San Carlos Fútbol Club es un equipo de fútbol de Costa Rica.

## Historia
En junio de 2024, se da a conocer que el equipo de Jacó Fútbol Club que jugaba en la Segunda División de Costa Rica con la franquicia del desaparecido AS Puma Generaleña, decide vender su franquicia al equipo de Asociación Deportiva San Carlos de la Primera División de Costa Rica y pasará a llamarse San Carlos F.C. Debido al poco apoyo de la comunidad de Garabito y ante la negativa de jugar en este cantón de Puntarenas. El mes de julio de 2024, el presidente de la Asociación Deportiva San Carlos, Luis Carlos Chacón, anunciaba que ellos adquirían la franquicia de Jacó y que contarían con otro equipo en la Liga de Ascenso.
En diciembre de 2024 tras concluido el Apertura 2024, la dirigencia de Asociación Deportiva San Carlos decidió no seguir con el proyecto de este club y a partir de enero de 2025 el club decide irse de San Carlos y trasladar sus partidos de local a la Provincia de Alajuela, donde para el Clausura 2025 jugarán en el Estadio Rafael Bolaños como equipo casa.

### Descenso a Segunda B de LINAFA
En abril de 2025 durante el Clausura 2025 en la Liga de Ascenso, tras disputar un total de 16 fechas, a pesar de traer refuerzos y cambiar de cuerpo técnico y de sede para sus partidos de local, el conjunto de San Carlos F.C. terminó de último no solamente en su Grupo con 6 puntos, sino también en la Acumulada con 18 puntos (Apertura y Clausura), para consumar su descenso a la Segunda B de LINAFA.

## Jugadores
Plantilla Torneo 2024-2025
- = Lesionado de larga duración
- = Capitán